# Disastro del ponte I-40
Il disastro del ponte I-40 fu un crollo di un ponte che si verificò a sud-est di Webbers Falls Oklahoma, Stati Uniti alle 7:45 il 26 maggio 2002. Delle chiatte merci, trasportate sul fiume Arkansas, si scontrarono con un molo che sosteneva il ponte interstatale 40, che attraversava il fiume. Il conseguente fallimento dei supporti causò il crollo di una sezione del ponte, uccidendo 14 persone e ferendone altre 11. Fu determinato che la collisione derivò da una perdita di coscienza del capitano del rimorchiatore.

## Collisione e collasso
Joe Dedmon, capitano del rimorchiatore Robert Y. Love, stava trasportando delle chiatte sul fiume Arkansas. Mentre attraversava il Bacino idrico di Robert S. Kerr, Dedmon ebbe una sincope e perse il controllo del rimorchio. Questo, a sua volta, fece collidere le chiatte che stava trainando con un molo del ponte Interstate 40 che attraversava il bacino. Una sezione di 180 metri del ponte crollò, precipitando in acqua. Quando il traffico si fermò e le persone si accorsero della strada mancante, otto veicoli passeggeri e tre semi-camion erano già caduti nel fiume o su pezzi di ponte crollati. Quattordici persone morirono e altre undici furono ferite quando le automobili e i rimorchi caddero dal ponte. I sopravvissuti sono stati aiutati dai pescatori che stavano partecipando a un torneo di pesca nel fiume vicino al ponte.

## Salvataggio e recupero
Tre persone cadute nel fiume con i loro veicoli furono in grado di uscire e nuotando, di raggiungere la riva. Durante la partecipazione a un torneo di pesca alla spigola, i pescatori videro il disastro verificarsi e tentarono di aiutare le vittime e fermare i veicoli che vedevano dirigersi verso la sezione crollata. Un pescatore lungo il fiume lanciò un bagliore contro un autotreno nel tentativo di fermare il camion. Altri lanciarono corde contro gli autisti nei veicoli caduti in acqua per tentare di tirarli fuori.
Il criminale già duplicemente condannato William James Clark ha impersonato per due giorni un capitano dell'esercito americano sulla scena del disastro. Clark s'impegnò nel dirigere gli agenti dell'FBI e approvare veicoli e attrezzature necessarie al salvataggio, prima di fuggire dalla scena. Clark fu successivamente arrestato in Canada.
Circa 20 000 veicoli al giorno sono stati dirottati per circa due mesi mentre il ponte fu ricostruito. Il traffico riprese il 29 luglio 2002, due mesi dopo il disastro. La riapertura ha stabilito un nuovo record nazionale per tale progetto, che normalmente sarebbe durato sei mesi.

## Inchiesta e contenzioso
È stato riferito che il rimorchiatore Robert Y. Love ha avuto problemi con lo sterzo nel 1994, sebbene il tenente della Guardia Costiera Natalie Magnino dichiarò che il problema del 1994 era causato da detriti che avevano bloccato il timone e non era il risultato di un guasto meccanico o di un errore del pilota.
Nel 2004 il National Transportation Safety Board dichiarò che il crollo fu dovuto alla perdita di conoscenza del Capitano Dedmon, probabilmente a causa di un'imprevedibile aritmia. Un professore di medicina dell'Università dell'Indiana, Douglas Zipes, concordò con questa spiegazione e dichiarò in una lettera all'avvocato di Dedmon che era probabile che Dedmon avesse una tachicardia ventricolare, la quale lo fece svenire. A seguito dell'incidente, la commissione di sicurezza ha raccomandato al Centro di ricerca e sviluppo della Guardia costiera degli Stati Uniti di valutare l'utilità e l'efficacia di sistemi di allarme nelle navi da rimorchio. Ciò in aggiunta a sistemi di allarme per fermare gli automobilisti in caso di crollo parziale o totale del ponte.
Nel maggio 2003, le vittime del crollo hanno intentato una causa contro la società di rimorchiatori. La compagnia Magnolia Marine Transport Co., con sede nel Mississippi, si accordò con le famiglie delle 14 vittime decedute e quelle ferite per un importo non divulgato. Inoltre ci furono altre cause contro la società da parte dello stato dell'Oklahoma e da MBO Video, i cui cavi in fibra ottica vennero tagliati dal crollo.

## Monumenti
Nel Memorial Day del 2003, il 26 maggio, una statua commemorativa è stata dedicata alle vittime dal governatore dell'Oklahoma Brad Henry a Webbers Falls, Oklahoma.
La cittadina di Webbers Falls ha celebrato il 15º anniversario del crollo del ponte con una cerimonia speciale al Webbers Falls Historical City Park, con il monumento in onore di coloro che sono stati colpiti dall'incidente.
La città ha eretto una statua commemorativa in onore delle vittime e dell'evento, una scultura in bronzo alta 4 metri fatta da pezzi del relitto sormontati da una ragazza che si erge verso l'alto per liberare una colomba. La ragazza rappresenta la vittima più giovane, una bambina di 3 anni. La statua è stato creata da Shahla Rahimi-Reynolds, scelto dal Webbers Falls Committee per progettare il memoriale. Sono presenti inoltre 14 placche di granito per commemorare ogni vittima. Il memoriale è stato inaugurato il 26 maggio 2003. Il memoriale costò allo stato quasi 150000 $.